# Czesław Kiszczak
Czesław Jan Kiszczak, (Roczyny, 19 d'octubre de 1925 - 5 de novembre de 2015) fou un militar i polític comunista polonès que fou primer ministre de Polònia entre el 2 i el 19 d'agost de 1989.